# Franciszek Longchamps de Bérier (ur. 1969)
Franciszek Jakub Longchamps de Bérier (ur. 23 października 1969 we Wrocławiu) – polski prawnik, specjalista w zakresie prawa rzymskiego, historii prawa, prawa amerykańskiego, profesor nauk prawnych, duchowny katolicki.

## Życiorys

### Wykształcenie i działalność naukowa
W 1988 roku ukończył II Liceum Ogólnokształcące im. Stefana Batorego w Warszawie. Ukończył studia prawnicze na Uniwersytecie Georgetown w Waszyngtonie (1992) i na Uniwersytecie Warszawskim (magister w 1993). W 1997 uzyskał na Wydziale Prawa i Administracji UW stopień naukowy doktora, a w 2004 stopień naukowy doktora habilitowanego. W latach 2005–2008 był profesorem nadzwyczajnym UW.
W 2007 został profesorem nadzwyczajnym Uniwersytetu Jagiellońskiego i kierownikiem Zakładu, obecnie Katedry Prawa Rzymskiego na Wydziale Prawa i Administracji UJ. Wykłada także na Uniwersytecie Warszawskim.
W 2012 uzyskał tytuł naukowy profesora nauk prawnych. Od 2018 profesor zwyczajny w Uniwersytecie Jagiellońskim.
Został wybrany na członka Komitetu Nauk Prawnych Polskiej Akademii Nauk na trzy kolejne kadencje w latach 2011–2023. Od 2020 kierownik studiów podyplomowych „Prawo umów w obrocie konsumenckim i profesjonalnym” na Wydziale Prawa i Administracji Uniwersytetu Jagiellońskiego. Od 2023 redaktor naczelny pisma naukowego Forum Prawnicze.
W 2023 został odznaczony Krzyżem Oficerskim Orderu Odrodzenia Polski.

### Działalność kapłańska
Jest absolwentem Papieskiego Wydziału Teologicznego w Warszawie. W 2001 roku przyjął święcenia kapłańskie. W latach 2003–2005 był duszpasterzem akademickim w Kościele Akademickim św. Anny w Warszawie. Od 2004 jest kapelanem Uczelni Łazarskiego w Warszawie. Od 2007 rezydent w Parafii św. Jakuba na Ochocie w Warszawie, a od 2022 ojciec duchowny Dekanatu Ochockiego. Od 2008 członek Zespołu ekspertów ds. bioetycznych Konferencji Episkopatu Polski. Od 2012 jest duszpasterzem prawników Archidiecezji Warszawskiej. Od 2017 reprezentuje Konferencję Episkopatu Polski w komisji prawnej Konferencji Biskupów Wspólnoty Europejskiej (COMECE).
W 2022 mianowany kanonikiem honorowym Kapituły Metropolitalnej Warszawskiej.

## Życie prywatne
Jest stryjecznym prawnukiem Romana Longchamps de Bériera i wnukiem Franciszka Longchamps de Bériera.

## Wybrane publikacje
- Publikacje o tematyce prawniczej
  - Być prawnikiem. Trzy medytacje, C.H. Beck (Warszawa 2023)
  - Law and Christianity in Poland. The Legacy of the Great Jurists, red. F. Longchamps de Bérier, R. Domingo, Routledge (London-New York 2023)
  - Freedom of Speech and Religion in the United States Constitution, C.H. BECK (Warszawa 2024)
  - Textbook on the First Amendment: Freedom of Speech and Freedom of Religion, Wydawnictwo Od.Nowa (Kraków 2012)
  - Law of Succession. Roman Legal Framework and Comparative Law Perspective, Wolters Kluwer Polska (Warszawa 2011)
  - Prawo rzymskie. U podstaw prawa prywatnego, wraz z W. Dajczakiem i T. Giarą, Wydawnictwo PWN (Warszawa 2009, wydanie drugie 2014, wydanie trzecie 2018)
  - Fedecomesso universale nel diritto romano classico, Wydawnictwo LIBER (Warszawa 1997), wydanie polskie rozszerzone O elastyczność prawa spadkowego. Fideikomis uniwersalny w klasycznym prawie rzymskim, Wydawnictwo LIBER (Warszawa 2006)
  - Nadużycie prawa w świetle rzymskiego prawa prywatnego, Wydawnictwo Uniwersytetu Wrocławskiego (Wrocław 2004) [wydanie drugie 2007], wydanie włoskie L’abuso del diritto nell’esperienza del diritto privato romano, G. Giappichelli Editore (Torino 2013)
  - Powtórka z Rzymu, Wydawnictwo Od.Nowa (Kraków-Bielsko Biała 2017)
  - Dekodyfikacja prawa prywatnego. Szkice do portretu, red. F. Longchamps de Bérier, Wydawnictwo Sejmowe (Warszawa 2017)
  - Wobec in vitro. Genetyczne, moralne, filozoficzne, teologiczne i prawne aspekty zapłodnienia pozaustrojowego (red.: J. Grzybowski, F. Longchamps de Bérier), Wydawnictwo Jedność (Kielce 2017)
  - Theory and practice of codification : the Chinese and Polish perspective – 法典化的理论与实践 : 中国与波兰的比较 (współredaktorzy: Ch. Su, P. Grzebyk), Chińska Akademia Nauk Społecznych (Beijing 2018)
  - Dekodyfikacja prawa prywatnego w europejskiej tradycji prawnej, red. F. Longchamps de Bérier, Wydawnictwo Uniwersytetu Jagiellońskiego (Kraków 2019)

- Publikacje o tematyce teologicznej
  - Czy poza Kościołem nie ma zbawienia? – pytanie dla każdego, Benedyktyni Tynieccy (Kraków 2004 [wydanie drugie 2005])